# Gud give vårom Konung och all överhet
Gud give vårom Konung och all överhet (tyska: Gib unsern König und) är en tysk psalm av Martin Luther. Den översattes till svenska och fick titeln Gud give vårom Konung och all överhet.

## Publicerad i
- Göteborgspsalmboken under rubriken "Om Fridh och Roligheet".[2]
- Den svenska psalmboken 1694 som nummer 368 under rubriken "Om Frid".
- 1695 års psalmbok som nummer 311 under rubriken "Om frijd".[1]